# Kjeldbæk (vandløb)
Kjeldbæk (på dansk også Keldbæk, tysk: Keelbek) er et mindre vandløb syd for Flensborg på gesten i Sydslesvig i den nordtyske delstat Slesvig-Holsten. Bækken udspringer i Ebbesdam lidt øst for landsbyen af samme navn og løber ud i Trenen lidt vest for byen.
Forleddet er subst. glda. kælda (≈kilde, brønd, oldn. kelda). Navnet betyder bæk, som udspringer af, kommer fra en kilde. Som navnet viser, har bækken sit udspring i et kilderigt område ved foden af en morænekam. Efterledet er subst. glda. bæk(k). Navnet er i Norden tilsyneladende sjældent uden for gammelt dansk område (Danmark, Skåneland, Sydslesvig). I Danmark mangler navnet i Vendsyssel og Nordvestjylland..